# Vitesse Voetbal Academie
De Vitesse Voetbal Academie (van 2005 tot medio 2013 Vitesse/AGOVV Voetbal Academie) is de jeugdopleiding van de voetbalclub Vitesse. De voetbalacademie heeft een belangrijke functie bij de doorstroom van nieuwe talenten. De opleiding concentreert zich op het systeem van "Techniek, Inzicht, Persoonlijkheid en Snelheid" (TIPS). De jeugdelftallen spelen volgens hetzelfde 4-3-3 systeem met vleugelspelers als het eerste elftal. Hierdoor wordt de doorstroming vergemakkelijkt. Jaarlijks stromen echter maar ongeveer een a twee voetballers uit de jeugd door naar het eerste elftal. Spelers die de eerste van Vitesse uiteindelijk niet weten te halen belanden vaak bij andere clubs in de Eredivisie. De jeugdopleiding staat vanaf 2016 onder leiding van Edwin Petersen. Vitesse heeft 226 spelende leden en zij zijn verdeeld over twaalf ploegen, waarvan tien jeugdteams.
De jeugdopleiding is gevestigd op Nationaal Sportcentrum Papendal, aan de noordwest-rand van Arnhem. De opleiding is door de KNVB gecertificeerd als een internationale academie en heeft door de bond een maximale beoordeling van vier sterren gekregen. Op Papendal wordt doordeweeks door 10 jeugdteams getraind. Wedstrijden van Jong Vitesse worden gespeeld op het hoofdveld van het trainingscomplex op Papendal. De jeugdteams werken hun wedstrijden ook af op Papendal. De Vitesse-jeugd is beroemd om de vele Nederlandse exponenten zoals: Theo Bos, Huub Loeffen, Theo Janssen, Roy Makaay, Ricky van Wolfswinkel, Jhon van Beukering, Riga Mustapha, Stijn Schaars, Remco van der Schaaf, Davy Pröpper, Marco van Ginkel, Alexander Büttner, Nicky Hofs, Kevin Diks, en Piet Velthuizen.
Jong Vitesse is het tweede elftal van de club en komt in het seizoen 2017/18 uit in de Nederlandse Derde divisie. Het team staat momenteel onder leiding van Joseph Oosting en Ruud Knol en speelt - zoals de rest van de jeugd - de wedstrijden doorgaans op Papendal.

## Geschiedenis
Vanaf 1 juli 1984, toen de wegen van de BVO-tak en de amateurtak scheidden, heeft Vitesse een eigen jeugdopleiding gehad. In 1992 werd Jong Vitesse kampioen van district-zuid, maar verloor de kampioenspoule tegen Heerenveen en FC Utrecht. In het seizoen 1992-1993 werd het beloftenteam van trainer Frits van den Berk wel landskampioen. De Vitesse Voetbal Academie bestond tot de jaren negentig uit slechts één jeugdteam, de A1. Begin jaren negentig kwam daar een B-elftal bij, midden jaren negentig volgden de C-junioren en in 2001 werd met de D1 het eerste pupillenelftal gelanceerd.
De jeugdopleiding floreerde het meest in de periode eind jaren negentig tot en met het begin van het nieuwe millennium, waarin de opleiding tot een van de beste van Nederland werd gerekend. Verschillende jeugdelftallen wisten de landstitel te bemachtigen, zo ook de A1 in het seizoen 1998/1999. In 1998 en 2002 won Jong Vitesse ook de bekerfinale. Een logisch gevolg is dat veel jeugdspelers uit de lichting van die periode doorgestroomd zijn naar het profvoetbal.
De voor Vitesse financieel lastige periode die begon in 2000 had ook gevolgen voor de jeugdopleiding. Er werd flink gesneden in de jeugdopleiding wat de prestaties niet ten goede kwam. Vitesse begon met de profsectie van de Apeldoornse club AGOVV een gecombineerde Voetbal Academie, en was na Voetbalacademie FC Twente de tweede officieel opgerichte samenvoeging van twee jeugdopleidingen in het Nederlandse betaald voetbal. De jeugdopleiding van de amateursectie van AGOVV ging zelfstandig verder. Vitesse/AGOVV is een aparte vereniging met een eigen licentie, op 17 augustus 2005 opgericht door de besturen van Vitesse en AGOVV. De nieuwe vereniging kende een nieuw shirt, een eigen logo en nieuwe jeugdelftallen. De elftallen trainden doordeweeks op Nationaal Sportcentrum Papendal en speelden de wedstrijden op Sportpark Berg & Bos.
Aan het begin had de Vitesse/AGOVV Voetbal Academie een eigen tenue. Het shirt is wit met daarop de Gelderse vlag, als symbool voor de beste jeugdopleiding van die provincie. De broek en de kousen zijn tevens wit. De kleding wordt, evenals bij de teams van Vitesse, geleverd door Klupp. Vanaf het seizoen 2009-2010 wordt in geel-zwarte Vitesse shirts gespeeld, dus zonder het AGOVV-logo.
De voormalige Vitesse Voetbal Academie had het hoogste aantal waarderingssterren van 4, wat door de KNVB ook direct werd verleend aan de Vitesse/AGOVV Voetbal Academie.
In 2007/2008 promoveerde Vitesse/AGOVV naar de Eredivisie voor A-junioren. Het verblijf in de Eredivisie was van korte duur, want het seizoen daarna degradeerde Vitesse/AGOVV als nummer 13 weer terug naar de Eerste divisie, het hield alleen De Graafschap A1 achter zich. In het seizoen 2009-2010 werd Vitesse/AGOVV A1 kampioen van de eerste divisie en keerde het direct weer terug op het hoogste niveau.
In januari 2013 ging AGOVV failliet en daardoor stopte de gezamenlijke jeugdopleiding. Vanaf het seizoen 2013/2014 verdwijnt de naam Vitesse/AGOVV definitief en spelen de elftallen weer onder de naam van Vitesse. AGOVV bleef als partnerclub van Vitesse betrokken bij de Voetbal Academie.
Bij de aanstelling van Mohammed Allach als technisch directeur van Vitesse in 2013, kreeg hij de opdracht mee de academie een nieuw leven in te blazen. Dit is mede ingegeven door de regels van het Financial Fair Play waarbij Vitesse minder mag uitgeven en gezonder moet worden. Allach en Vitesse-trainer Peter Bosz ontwikkelde voor de hele club een meerjarenplan waarbij de Academie toonaangevend moet worden, de scouting een impuls krijgt en de aanvallende speelstijl van trainer Bosz gepretendeerd leidend is. Alle elftallen binnen Vitesse moeten onder aanvallend voetbal spelen en dominant zijn.
Op 28 april 2014 werd jong Vitesse in Dordrecht kampioen van de Beloftendivisie A. Jong Vitesse slaagde er niet in om zich landskampioen bij de beloften te kronen. In De Kuip werd het landelijke kampioensduel met Jong Feyenoord/Excelsior verloren met 3-1. In het seizoen 2014-2015 werd het beloftenteam van John Lammers ongeslagen kampioen. In 2016 won Vitesse O19 de bekerfinale na strafschoppen van NEC/FC Oss en plaats Jong Vitesse zich voor de Tweede Divisie. In het eerste seizoen kreeg Jong Vitesse van de KNVB drie punten in mindering. De reden hiervoor was dat Jong Vitesse in de wedstrijd tegen BVV Barendrecht met 3 spelers uit het eerste elftal speelden, terwijl maximaal maar 2 zijn toegestaan. De wedstrijd werd door de KNVB ongeldig verklaard en moet daarom worden overgespeeld. Het verblijf in de nieuwe competitie duurde ditmaal slechts één jaar. Jong Vitesse eindigde in het seizoen 2016/17 op de zeventiende plaats en degradeerde daardoor naar de Derde divisie. In 2018 kreeg de academie opnieuw de internationale status van de KNVB. Daarmee voegt de club zich wederom bij de topclubs in Nederland. Op 20 mei 2018 werd Jong Vitesse onder leiding van Joseph Oosting kampioen in de Derde divisie. Vanaf het seizoen 2019-2020 trekt men het beloften elftal terug uit de Tweede divisie en daarmee ook uit de voetbalpiramide. De reden hiervoor waren de strengere dispensatieregels, waardoor minder spelers uit de eerste selectie minuten konden maken in dit elftal, en de komst van een landelijke onder-21 competitie het jaar daarna. Het beloftenelftal gaat deelnemen aan de Reservecompetitie.
De academie heeft een samenwerkingsverband met amateurclubs AGOVV, vv DOVO, DTS Ede, DVS '33, DVV Duiven, ESA Rijkerswoerd, 1. FC Kleve, SML, SV Spero en WSV Apeldoorn.

## Accommodatie

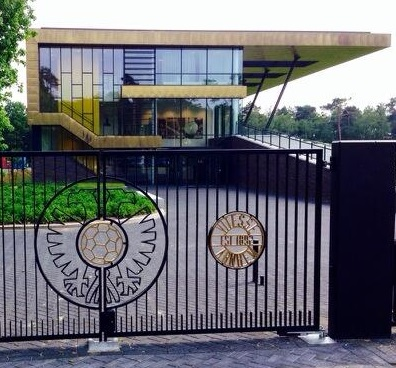
trainingsaccommodatie

Het Nationaal Sportcentrum Papendal ligt in de Veluwse bossen bij Arnhem en is de trainingslocatie van Vitesse; het is tevens de wedstrijdlocatie van de jeugdteams. Nationaal Sportcentrum Papendal is een dochterorganisatie van NOC*NSF en heeft tevens hier het kantoor gevestigd. Het sportcomplex van de Arnhemse voetbalclub telt 7 velden en een modern trainingscomplex. Het trainingscomplex, is eigendom van Vitesse.
De voormalige accommodatie van Vitesse op Papendal De Slenk was al jaren verouderd en aan vervanging toe, maar tot 2010 leek het erop dat Vitesse nog wel even kon wachten op een nieuwe trainingsaccommodatie. Na de overname door Jordania kreeg de club de middelen om een nieuw onderkomen op Papendal op te zetten; volgens Vitesse was een nieuw complex van levensbelang voor het leveren van topprestaties. Van de gemeente kreeg de club eind 2011 een gedoogvergunning, waardoor de bouw van het nieuwe complex in januari 2012 van start kon gaan. In de zomer van 2012 zijn er twee trainingsvelden vervangen en voorbereid op veldverwarming en werd er een nieuw kunstgrasveld aangelegd.
In februari 2013 betrok Vitesse het moderne trainingscomplex en in april werden de deuren officieel geopend. Het nieuwe complex heeft vier verdiepingen waarvan één onder de grond, en is uitgerust met moderne faciliteiten. Het trainingscomplex heeft een tribune met 550 zitplaatsen bij het hoofdveld, waar de beloften hun wedstrijden spelen.
Locatie van de thuiswedstrijden van Jong Vitesse zal voornamelijk op Papendal zijn.

### Velden
Vitesse heeft op Papendal en in het GelreDome revolutionair hybride natuurgrasveld. Dit natuurgrasveld is versterkt met een backing van geweven kunstgras. Dit nieuwste generatie hybride natuurgrasveld kenmerkt zich niet alleen door sterkte, vlakheid en stabiliteit maar komt tegelijkertijd tegemoet aan de hoge bespeelbaarheidseisen die voetballen op topniveau aan een natuurgrasveld stelt.

## Organisatie
| Naam                                          | Functie                                                     |
| --------------------------------------------- | ----------------------------------------------------------- |
| Valeriy Oyf                                   | Eigenaar                                                    |
| Yevgeny Merkel                                | Voorzitter                                                  |
| Joost de Wit                                  | Algemeen Directeur                                          |
| Marc van Hintum (interim)                     | Technisch Directeur                                         |
| Aloys Wijnker                                 | Hoofd Jeugdopleiding                                        |
| Toon Hartemink                                | Hoofd Jeugdscouting                                         |
| John Suppers Maurice Keulemans                | Jeugdscouting landelijk                                     |
| Erol Kalay                                    | Regiocoördinator                                            |
| Leo van de Kraats                             | Coördinator Talentontwikkeling                              |
| Jesper Holdijk                                | Coördinator Individuele ontwikkeling onderbouw & middenbouw |
| Wim Jansen                                    | Coördinator Studie                                          |
| Sebastiaan van der Sman                       | Coördinator Voetbalzaken Academie                           |
| Mike Vreekamp                                 | Coördinator Vitesse Voetbalschool                           |
| Edwin Petersen                                | Coördinator bovenbouw (O16 t/m O19)                         |
| Richard van der Lee                           | Coördinator middenbouw (O13 t/m O15)                        |
| Bart van Rooijen                              | Coördinator onderbouw (O8 t/m O12)                          |
| Afke van de Wouw                              | Sportpsychologe                                             |
| Pieter Sengkerij                              | Clubarts                                                    |
| Frank Nab                                     | Fysiotherapeut                                              |
| Jan van Norel                                 | Inspanningsfysioloog                                        |
| Anders Belling                                | Bewegingswetenschapper                                      |
| Tim Arends                                    | Fysiektrainer                                               |
| Léon Hese                                     | Videoanalist                                                |
| Rein Baart Remco Bos Adrie Brokx Marc te Witt | Keeperstrainers                                             |

## Jong Vitesse
Jong Vitesse (ook wel Vitesse 2 of Vitesse beloften) is het vlaggenschip van de Vitesse Voetbal Academie, het voorportaal van het grote Vitesse. Het team speelt in de Tweede divisie, de op drie na hoogste voetbalcompetitie in Nederland. Jong Vitesse speelt haar thuiswedstrijden op Sportcentrum Papendal, dat een capaciteit van 2.000 personen heeft. Net als het eerste elftal van Vitesse speelt het in de clubkleuren geel en zwart. Jong Vitesse werd in 1993 en 2015 kampioen in de Beloftencompetitie en in 2018 kampioen van de Derde divisie. De selectie van Jong Vitesse in het seizoen 2018/19 staat in de onderstaande tabel. Bij de wedstrijden in de competitie en -beker kan deze selectie worden aangevuld met spelers uit het eerste elftal die weinig of geen speeltijd in de eigen competitie gehad hebben.

### Selectie Jong Vitesse 2018/19¹
| Speler            | Positie      |
| ----------------- | ------------ |
| Stef Brummel      | Keeper       |
| Bilal Bayazit     | Keeper       |
| Özgür Aktas       | Verdediger   |
| Lassana Faye      | Verdediger   |
| Joris Klein-Holte | Verdediger   |
| Danny Muhl        | Verdediger   |
| Wellington Verloo | Verdediger   |
| Boyd Lucassen     | Verdediger   |
| Quincy Kluivert   | Verdediger   |
| Younes Zakir      | Verdediger   |
| Jesse Schuurman   | Middenvelder |
| Patrick Vroegh    | Middenvelder |
| Mike de Beer      | Aanvaller    |
| Martijn Berden    | Aanvaller    |
| Thomas Buitink    | Aanvaller    |
| Anil Mercan       | Aanvaller    |
| Bo van Essen      | Aanvaller    |
| Lars ten Teije    | Aanvaller    |

¹per wedstrijd aangevuld met jeugdspelers en bankzitters uit de hoofdmacht die niet gespeeld hebben; er mogen maximaal twee spelers uit het eerste elftal tegelijkertijd op het veld staan.

### Jong Vitesse-trainers vanaf 2000
| Naam           | Land van herkomst | Begin periode | Einde periode |
| -------------- | ----------------- | ------------- | ------------- |
| Mike Snoei     | Nederland         | 2000          | 2002          |
| Pascal Jansen  | Nederland         | 2002          | 2003          |
| Theo Bos       | Nederland         | 2003          | 2005          |
| Gery Vink      | Nederland         | 2005          | 2006          |
| Bob Kootwijk   | Nederland         | 2006          | 2008          |
| Hans van Arum  | Nederland         | 2008          | 2010          |
| Gerry Hamstra  | Nederland         | 2010          | 2012          |
| Stanley Menzo  | Suriname          | 2012          | 2013          |
| André Paus     | Nederland         | 2013          | 2014          |
| John Lammers   | Nederland         | 2014          | 2017          |
| Joseph Oosting | Nederland         | 2017          | 2020          |
| Nicky Hofs     | Nederland         | 2020          | Heden         |

### Erelijst
| Competitie                    | Winnaar | Winnaar          |
| Competitie                    | Aantal  | Jaren            |
| ----------------------------- | ------- | ---------------- |
| Kampioen Derde Divisie Zondag | 1×      | 2018             |
| Kampioen Beloften Eredivisie  | 2×      | 1993, 2015       |
| Beloftendivisie A             | 1×      | 2014             |
| District-zuid                 | 2×      | 1992, 1993       |
| Districtsbeker Oost           | 1×      | 1990             |
| Beloften KNVB beker           | 3×      | 1998, 2002, 2011 |

### Competitieresultaten 2015–2018
| 1 |

| 2 |

| 17 |

| 1 |

| 8 |

| Tweede Divisie | Derde Divisie | Beloften Eredivisie |

In elke staaf van de grafiek staat van boven naar beneden vermeld: 
- Eindnotering

Dit is de positie die de club heeft bereikt in de competitie, zonder eventuele beslissings-, play-off- of nacompetitiewedstrijden die nodig zijn geweest om bijvoorbeeld de kampioen van de competitie te bepalen.
Indien een * achter het getal staat is de notering een tussenstand en kan het zijn dat de notering niet overeenkomt met de uiteindelijke eindstand van de competitie.
Staat er een - dan is het seizoen nog bezig en is er geen definitieve uitslag bekend.
Staat er xx op de positie van de notering, dan heeft de club vroegtijdig de competitie verlaten. Dit kan onder andere komen door terugtrekking van het team, faillissement van de club of door een uitgedeelde straf van de KNVB. In veel gevallen staat elders in het artikel de reden vermeld.
Staat er een ? dan is het resultaat uit het verleden onbekend, en is alleen de competitie of het niveau bekend van dat seizoen.
In de seizoenen 2019/20 en 2020/21 werd wegens de coronacrisis het amateurvoetbal afgebroken. Daardoor kennen deze staven geen eindklassering (middels -- weergegeven).
- Competitieniveau en afdelingsletter of Officiële eindstand Eredivisie
  - Competitieniveau en afdelingsletter

Hierbij geeft het getal het niveau weer, dat ook terug te vinden is in de legenda. De letter is de afdelingsaanduiding en wordt gebruikt wanneer er meer afdelingen zijn op hetzelfde niveau. De afdelingsletter is altijd een hoofdletter en wordt meestal zonder nummer gebruikt.
Voorbeeld: 2F is niveau 2e klasse competitie F.
Het competitieniveau en nummer wordt niet vermeld wanneer er slechts één competitie van dit niveau was.
  - Officiële eindstand Eredivisie (getal staat tussen haakjes vermeld)

Sinds de introductie van play-offwedstrijden voor Europees voetbal na afloop van de reguliere competitie in 2005/06, is de KNVB verplicht een eindstand van de Eredivisie door te geven aan de UEFA aan de hand van deze play-offwedstrijden.
Bij deze eindstand staan clubs die zich hebben gekwalificeerd voor Europees voetbal hoger dan clubs die zich niet wisten te kwalificeren. Indien er geen verschil was tussen de eindnotering en de officiële eindstand, staat dit getal niet vermeld.

- Onderafdeling

Hier staat afgekort de naam van de onderafdeling indien de club in dat jaar in een onderafdeling uitkwam. Tevens staat deze afkorting in de legenda en wordt gelinkt naar het artikel over deze onderafdeling. Deze afkorting wordt alleen vermeld wanneer de club in het verleden in verschillende onderafdelingen heeft gespeeld. Deze vermelding is in de staaf altijd in kleine letters. Deze onderafdelingen zijn na het seizoen 1995/96 afgeschaft. Heeft de club in slechts één onderafdeling gespeeld, dan is dit alleen terug te vinden in de legenda.
Onder de staaf staat het jaartal vermeld waarin het seizoen is afgesloten. 15 verwijst naar het seizoen 2014/15 of eventueel het seizoen 1914/15.
Wanneer een staaf leeg is, zijn deze gegevens niet bekend. Het kan ook zijn dat de club dat seizoen niet heeft meegespeeld op het hogere amateurniveau, vroegtijdig de competitie heeft verlaten of uit de competitie is gezet.

In het seizoen 1944/45 was er wegens de Tweede Wereldoorlog geen regulier competitievoetbal.

## Teams Academie 2018/2019
| Team          | Categorie  | Trainer              | Assistent                               |
| ------------- | ---------- | -------------------- | --------------------------------------- |
| Jong Vitesse  | <23 jaar   | Joseph Oosting       | Edwin Linssen Kevin Moeliker Rein Baart |
| Vitesse (O19) | 18-19 jaar | Dennis van Beukering | Theo Janssen                            |
| Vitesse (O17) | 16-17 jaar | Kevin Moeliker       | Bart van Rooijen                        |
| Vitesse (O16) | 16-17 jaar | Tim Cornelisse       | David Roig Garcias                      |
| Vitesse (O15) | 14-15 jaar | Patrick Ax           | Niek Hermans                            |
| Vitesse (O14) | 14-15 jaar | Richard van der Lee  | -                                       |
| Vitesse (O13) | 12-13 jaar | Frank van Kouwen     | Jesper Holdijk                          |
| Vitesse (O12) | 12-13 jaar | Jos Dietrich         | Max Groen                               |
| Vitesse (O11) | 10-11 jaar | Harry Rutgers        | Marlou Peeters Joey Veenstra            |
| Vitesse (O10) | 10-11 jaar | Mitchel Jansen       | Cas Cornelissen                         |
| Vitesse (O9)  | 8-9 jaar   | Jesper Holdijk       | Cas Cornelissen                         |
| Vitesse (O8)  | 8-9 jaar   | Gino Roelofs         | Roy van Dam Dennis Knuiman              |

### Erelijst Academie vanaf 2006
| Vitesse O19              | Winnaar | Winnaar          |
| Vitesse O19              | Aantal  | Jaren            |
| ------------------------ | ------- | ---------------- |
| Promotie naar Eredivisie | 3×      | 2008, 2010, 2012 |
| Kampioen Eerste Divisie  | 2×      | 2010, 2012       |
| KNVB beker               | 1×      | 2016             |

| Vitesse O17                       | Winnaar | Winnaar    |
| Vitesse O17                       | Aantal  | Jaren      |
| --------------------------------- | ------- | ---------- |
| Kampioen Eerste Divisie           | 2×      | 2011, 2013 |
| KNVB beker                        | 1×      | 2017       |
| Tweede plaats B-junioren Supercup | 1×      | 2007       |

| Vitesse O16                          | Winnaar | Winnaar |
| Vitesse O16                          | Aantal  | Jaren   |
| ------------------------------------ | ------- | ------- |
| Kampioen Onder 16-voorjaar / Poule B | 1×      | 2017    |

| Vitesse O13 | Winnaar | Winnaar |
| Vitesse O13 | Aantal  | Jaren   |
| ----------- | ------- | ------- |
| KNVB beker  | 1×      | 2015    |

| Vitesse O11                  | Winnaar | Winnaar |
| Vitesse O11                  | Aantal  | Jaren   |
| ---------------------------- | ------- | ------- |
| Kampioen najaarscompetitie   | 1×      | 2013    |
| Kampioen voorjaarscompetitie | 1×      | 2017    |

| Vitesse/AGOVV C1 (team inmiddels opgeheven) | Winnaar | Winnaar |
| Vitesse/AGOVV C1 (team inmiddels opgeheven) | Aantal  | Jaren   |
| ------------------------------------------- | ------- | ------- |
| Kampioen Tweede Divisie                     | 1×      | 2009    |
| KNVB beker                                  | 1×      | 2009    |

| Vitesse/AGOVV C2 (team inmiddels opgeheven) | Winnaar | Winnaar |
| Vitesse/AGOVV C2 (team inmiddels opgeheven) | Aantal  | Jaren   |
| ------------------------------------------- | ------- | ------- |
| Kampioen Poule B (voorjaar)                 | 1×      | 2011    |

| Vitesse/AGOVV D1 (team inmiddels opgeheven) | Winnaar | Winnaar                      |
| Vitesse/AGOVV D1 (team inmiddels opgeheven) | Aantal  | Jaren                        |
| ------------------------------------------- | ------- | ---------------------------- |
| Kampioen Eerste Divisie                     | 2×      | 2010, 2011                   |
| KNVB beker                                  | 5×      | 2006, 2008, 2009, 2010, 2011 |

| Vitesse/AGOVV D2 (team inmiddels opgeheven) | Winnaar | Winnaar |
| Vitesse/AGOVV D2 (team inmiddels opgeheven) | Aantal  | Jaren   |
| ------------------------------------------- | ------- | ------- |
| Kampioen Hoofdklasse                        | 1×      | 2007    |

| Vitesse/AGOVV D3 (team inmiddels opgeheven) | Winnaar | Winnaar    |
| Vitesse/AGOVV D3 (team inmiddels opgeheven) | Aantal  | Jaren      |
| ------------------------------------------- | ------- | ---------- |
| Kampioen Tweede Klasse                      | 2×      | 2007, 2012 |

| Vitesse/AGOVV E1 (team inmiddels opgeheven) | Winnaar | Winnaar    |
| Vitesse/AGOVV E1 (team inmiddels opgeheven) | Aantal  | Jaren      |
| ------------------------------------------- | ------- | ---------- |
| Kampioen Hoofdklasse                        | 2×      | 2009, 2010 |

| Vitesse/AGOVV E2 (team inmiddels opgeheven) | Winnaar | Winnaar |
| Vitesse/AGOVV E2 (team inmiddels opgeheven) | Aantal  | Jaren   |
| ------------------------------------------- | ------- | ------- |
| Kampioen Hoofdklasse                        | 1×      | 2009    |
| KNVB beker                                  | 1×      | 2009    |

## Samenwerkingsverbanden
De Vitesse Voetbal Academie werkt samen met het ROC Rijn IJssel, Beekdal Lyceum, VMBO 't Venster en het Topsport Talent school, die nauw samen werkt met het CTO Papendal en het Olympisch Netwerk Gelderland. Samen met deze scholen kan de Vitesse Academie de jeugd een zo breed mogelijke opleidingen aanbieden die studie en topsport willen combineren.
Daarnaast werkt Vitesse op verschillende gebieden met andere clubs uit het binnen- en buitenland samen. Het meest uitgesproken is de samenwerking van Vitesse en de Vitesse Voetbal Academie met verbonden partnerclubs uit de regio; deze clubs zijn:
| Vitesse Partnerclub | Plaats     |
| ------------------- | ---------- |
| AGOVV               | Apeldoorn  |
| WSV                 | Apeldoorn  |
| vv DOVO             | Veenendaal |
| DTS Ede             | Ede        |
| KSV Fortissimo      | Ede        |
| DVS '33             | Ermelo     |
| DVV Duiven          | Duiven     |
| ESA Rijkerswoerd    | Arnhem     |
| 1. FC Kleve         | Kleef      |
| RODA '46            | Leusden    |
| SML                 | Arnhem     |
| SV Spero            | Elst       |
| De Bataven          | Gendt      |

De betaaldvoetbalclubs en organisaties waar Vitesse mee samenwerkt zijn:
| Club                       | Plaats        | vanaf    |
| -------------------------- | ------------- | -------- |
| Chelsea FC                 | Londen        | aug 2010 |
| Wuhan Football Association | Wuhan (China) | maa 2016 |
| Vasas FC                   | Boedapest     | mei 2016 |

## Vitesse Voetbal Lab
De trainers en spelers van de club worden dagelijks geholpen en ondersteund door de analisten van het Vitesse Voetbal Lab. Met behulp van moderne technieken zoals stroboscoop brillen, elektroden, en speciale hesjes wordt er veel data verzameld tijdens de trainingen. Deze data worden bijeengebracht in een door Xomnia ontwikkeld analyseplatform. Vanuit dat platform worden de spelers en het team geanalyseerd. Het speciaal opgezette Voetbal lab herbergt alles op het gebied van (voetbal)innovatie en trainingsmethodes en zal gebruikt worden door zowel de A-selectie als de jeugdselecties van Vitesse. Zo wordt het onder andere mogelijk om op een sportwetenschappelijke manier bewegingsanalyses te maken en snelheden, afstanden van dribbelen, koppen en schieten in kaart te brengen.

## Doorgestroomde spelers
De doorgestroomde spelers vanuit de academie, die in het seizoen 2017/2018 uitkomen voor de A-selectie van Vitesse:
| Speler              | Seizoen | Debuut           |
| ------------------- | ------- | ---------------- |
| Alexander Büttner   | 7e      | maart 2008       |
| Mohammed Osman      | 3e      | 14 augustus 2015 |
| Mitchell van Bergen | 3e      | 18 december 2015 |
| Julian Lelieveld    | 3e      | 30 juli 2015     |
| Thomas Oude Kotte   | 3e      | 19 april 2016    |
| Lassana Faye        | 2e      | 14 december 2016 |
| Julian Calor        | 2e      | 21 januari 2017  |

De volgende spelers zijn sinds de oprichting van de gecombineerde academie of de voorganger doorgestroomd naar het betaald voetbal:

| - Kristof Aelbrecht - Achmed Ahahaoui - Özgür Aktaş - Matthew Amoah - Rein Baart - Thomas Beekman - Just Berends - Mitchell van Bergen - Jhon van Beukering - Siebe Blondelle - Ricky Bochem - Joey Brock - Leon Broekhof - Jaime Bruinier - Alexander Büttner - Kader Camara - Raynick Damasco - Brahim Darri - Kevin van Diermen - Kevin Diks - Michael Dingsdag - Raymond van Driel - Sander Duits - Marijn de Kler - Kristof Aelbrecht - Richard Terpstra - Raymond Fafiani - Luciën Dors - Siebe Blondelle - Colin van Mourik - Ted Heijckmann - Gino Bosz - Peter Bosz - Valeri Qazaishvili - Dick Kooijman - Wout van Steenveldt | - Jerry van Ewijk - Raymond Fafiani - Gino Felixdaal - Marco van Ginkel - Robin Gosens - Giovanni Gravenbeek - Mohamed Hamdaoui - Léon Hese - Nicky Hofs - Michael Jansen - Theo Janssen - Onur Kaya - Ahmet Kiliç - Ruud Knol - Martijn Kuiper - Nicky Kuiper - Jop van der Linden - Huub Loeffen - Erwin van de Looi - Denis Mahmudov - Julian Lelieveld - Saïd Larossi - Bas Wijnen - Antonio Aguilar Aguilera - Maurice Mackay - Perry Nesselaar - Jaap Davids - Sjoerd Rensen - Daan Huiskamp - Carlos Ramos - Giel Neervoort - Glenn Kobussen - Olivier ter Horst - Sherwin Grot | - Roy Makaay - Milan Massop - Émile Mbamba - Gary McPhee - Stephen McPhee - Tim De Meersman - Rihairo Meulens - Erwin Mulder - Riga Mustapha - Piotr Parzyszek - Johan Pater - Hayri Pinarci - Timo Plattel - Wiljan Pluim - Davy Pröpper - Anduele Pryor - Panagiotis Rampavilas - Iwan Redan - Etiënne Reijnen - Eldridge Rojer - Eloy Room - Thomas Oude Kotte - John Stegeman - Guyon Philips - Carlos Ramos - Nando Wormgoor - Daan Paau - Nicky van de Groes - Soufian Echcharaf - Nick de Bondt - Tom Beissel - Issa Kallon - Soufiane Laghmouchi - Kay Velda | - Remco van der Schaaf - Stijn Schaars - Mees Siers - Genaro Snijders - Joey Snijders - Kallé Soné - Sander van de Streek - Hesdey Suart - Adnane Tighadouini - Michalis Vakalopoulos - Piet Velthuizen - Wimilio Vink - Remon de Vries - Erik Wegh - Peter Wisgerhof - Ricky van Wolfswinkel - Rutger Worm - Nando Wormgoor - Mamadou Zongo - Yuning Zhang - Tim Linthorst - Tom Bloeming - Mohamed Hamdaoui - Lars van Roon - Abdel Metalsi - Theo Bos - Martin Laamers - Mischa Boelens - Martijn Berden - Robin Pröpper - Atam Koroglu - Iwan Redan - Johan Pater |

ADO Den Haag · AFC Ajax · AZ · Emmen · Feyenoord · Go Ahead Eagles · Groningen/Cambuur · Hardenberg · Heerenveen · N.E.C. · PSV/Eindhoven · Roda JC · Sparta Rotterdam · Twente/Heracles · Utrecht · Vitesse